# احمدآباد (دزفول)
احمدآباد روستایی از توابع بخش مرکزی شهرستان دزفول در استان خوزستان ایران است.

## جمعیت
این روستا در دهستان شمس‌آباد قرار دارد و بر اساس سرشماری مرکز آمار ایران در سال ۱۳۸۵، جمعیت آن ۴٬۲۲۱ نفر (۸۰۶ خانوار) بوده‌است.